# Матје Шантелоа
Матје Шантелоа (фр. Mathieu Chantelois; Монтреал, 4. јул 1973) канадска је телевизијска личност, водитељ и уредник часописа. Дипломирао је новинарски смер на Универзитету Карлтон. Постао је познат током учешћа у првој сезони канадског ријалити-шоуа U8TV: The Lofters.
Као једини геј учесник, Шантелоа је у сарадњи са каналом PrideVision засновао емисију So Gay TV. Након што се престало са емитовањем његове емисије, Матје је наставио сарадњу са каналом OUTtv, са којим је снимио ток-шоу Read Out! и ријалити COVERguy. Својевремено је радио као културни репортер пре програму Panorama образовног канала TFO. Уредник је локалног филмског часописа Famous Quebec.
Дана 14. фебруара 2005. био је главни говорник приликом церемоније поводом свечаног отварања Библиотеке поноса (Pride Library) при Универзитету Западни Онтарио. Од 2006. до 2009. године био је председник одбора организације The 519 Church St. Community Centre из Торонта. И даље сарађује са овим удружењем које се бави питањима ЛГБТ заједнице. Матје се 2003. у родном Торонту венчао са партнером Марселом Гомезом (Marcelo Gomez). Њих двојица су један од првих парова који је склопио истополни брак у провинцији Онтарио.